# Голухув (гміна)
Гміна Голухув (пол. Gmina Gołuchów) — сільська гміна у північно-західній Польщі. Належить до Плешевського повіту Великопольського воєводства.
Станом на 31 грудня 2011 у гміні проживало 10267 осіб.

## Територія
Згідно з даними за 2007 рік площа гміни становила 135.45 км², у тому числі:
- орні землі: 86.00 %
- ліси: 11.00 %

Таким чином, площа гміни становить 19.03 % площі повіту.

## Населення
Станом на 31 грудня 2011:
| Опис     | Загалом | Загалом | Чоловіки | Чоловіки | Жінки | Жінки |
| -------- | ------- | ------- | -------- | -------- | ----- | ----- |
| одиниця  | осіб    | %       | осіб     | %        | осіб  | %     |
| все      | 10267   | 100     | 5107     | 49.74    | 5160  | 50.26 |
| міське   | 0       | 100     | 0        |          | 0     |       |
| сільське | 10267   | 100     | 5107     | 49.74    | 5160  | 50.26 |

## Сусідні гміни
Гміна Голухув межує з такими гмінами: Блізанув, Нове Скальмежице, Острув-Велькопольський, Плешев.